# Lucius Fox
Lucius Fox és un personatge de ficció que apareix en còmics publicats per DC Comics, habitualment en associació amb el superheroi Batman. Com a personatge de suport en els còmics, exerceix com a director comercial de Bruce Wayne a Wayne Enterprises que gestiona els interessos comercials que subministren els equips de Batman que necessita, a més de finançar les seves operacions.
El personatge s'ha presentat en diverses adaptacions de suports. Lucius Fox va ser interpretat per Morgan Freeman a Batman: The Dark Knight Trilogy de Christopher Nolan, i ell va ser interpretat per Chris Chalk com una versió més jove del personatge en la sèrie de televisió de Gotham.

## Historia de la publicació
Lucius Fox va ser creat per l'escriptor Len Wein i l'il·lustrador John Calnan i va aparèixer per primera vegada a Batman # 307 publicat el 10 d'octubre de 1978 (amb data de portada gener de 1979).

## Biografia fictícia del personatge
Com a conseller delegat i president de Wayne Enterprises i de la Fundació Wayne, Lucius Fox és un dels aliats més propers de Bruce Wayne. És un experimentat empresari, emprenedor i inventor que, sense saber-ho, gestiona els interessos empresarials que subministren armes, aparells, vehicles i armadures que Bruce Wayne l'utilitza quan lluita contra el crim com el vigilant Batman. El personatge es descrit com a desconeixedor del fet que Bruce Wayne és Batman.

### Carrera empresarial
Es considera que Lucius Fox té el "Toc Mides", una capacitat per convertir les empreses que fracassen en conglomerats amb èxit i, per tant, és un empresari molt buscat a tot el món corporatiu. Fox intervé a les Wayne Enterprises que fracassen i aporta un balanç a les finances privades i empresarials de Bruce Wayne. A Batman Confidential, se li mostra que dirigirà el projecte que va produir el prototip que es convertiria en el Batwing. També gestiona els detalls de la Fundació Wayne mentre Bruce dicta les polítiques generals de l'organització. Des d'aleshores, Fox ha estat abordat una vegada i una altra per altres empreses que busquen la seva experiència. Després de superar el repte original de retornar Wayne Enterprises a la seva antiga glòria, Fox ha optat per quedar-se, havent-li rebut una llibertat inigualable a l'empresa.
A Batman: Haunted Knight, s'explica que un jove Bruce Wayne va rescatar a Lucius Fox d'uns lladres violents a París. Més tard, Fox li va preguntar si vol iniciar una fundació per a beneficència, a la qual Bruce està d'acord molts anys després, i va decidir que no tots els seus diners han d'anar a combatre el delicte.
Bruce Wayne, com a Batman, originalment forma els Outsiders per rescatar a Fox del Baró Bedlam. Quan Fox pateix un ictus més tard, Bruce s'assegura que Fox aconsegueix la millor cura possible i li dona suport a ell i a la seva família.

### Vida familiar
Amb la seva dona Tanya, Lucius té diversos fills, tots introduïts en els còmics en diferents etapes al llarg dels anys. La filla de Fox, Tam, és introduïda en Red Robin. El seu pare l'envia personalment a localitzar Tim Drake, només per descobrir la seva identitat secreta com a Red Robin i implicar-se en els seus conflictes amb la Lliga d'Assassins. Durant un temps es va creure que Fox era morta, però es tractava d'una pantalla de fum per ajudar a combatre els seus enemics. Es creu que en aprendre els secrets de Drake ha portat Tam Fox a adonar-se que Bruce Wayne és Batman. Tot i així, aparentment no va informar del seu descobriment al seu pare.
La filla menor de Fox, Tiffany, va aparèixer per primera vegada a Batman (vol.1) # 308 (1979), però no es va explorar substancialment fins al reinici de The New 52 (2011) de la continuïtat de DC, que la va reintroduir juntament amb els seus germans a Batwing # 22. La futura història alternativa que es mostra a Batgirl: Futures End (2014) demostra que Tiffany creix per ser una protegida de Barbara Gordon, convertint-se en una de les diverses dones que utilitzava l'alies de Batgirl, amb un Batvestit amb accent rosa .
Abans de la nova 52, Lucius va tenir un fill anomenat Timothy, la delinqüència ocasional del qual fa avergonyir al seu pare. En la continuació dels nous 52, el seu fill es diu Lucas "Luke" Fox, un prodigi intel·lectual i artista marcial mixt que, sense que el seu pare ho sabés, va ser seleccionat i entrenat per Bruce Wayne per convertir-se en el vigilant conegut com a Batwing amb un Batvestit d'alta tecnologia dissenyat pel seu pare. Tant Luke com el seu predecessor com Batwing, David Zavimbe, són agents de l'organització internacional de lluita contra la delinqüència Batman Incorporated.
Després que Bruce Wayne anunciï el seu suport públic a Batman Inc., Fox es va posar a l'abast subministrant-li els recursos de la companyia i els prototips de recerca.

## Versions alternatives

### Anti-Matter Universe
Es mostra una versió alternativa de Fox a l'univers Antimateria (que resideix amb el Sindicat del Crim). En aquest univers, Fox és un cap de colla blanca que té el suport de la CSA, a canvi de difondre la por a Gotham City.

### Batman Beyond
A la sèrie de còmics Batman Beyond, el fill de Lucius, Lucius Fox Jr., és un personatge de suport. Va fusionar la seva empresa, Foxteca, amb Wayne Enterprises com a Wayne Incorporated, i es converteix en el soci comercial de Wayne.

### Batman: Earth One
A la novel·la gràfica Batman: Earth One, de Geoff Johns i Gary Frank, Fox és un intern de 22 anys a Wayne Medical, amb l'esperança de desenvolupar un pròtesi avançat per a la seva neboda de 5 anys. Després de reparar el ganxo d'aplicació de Bruce Wayne, dedueix que Batman és el multimilionari després de veure el vigilant que utilitzava el mateix dispositiu a les notícies. Creient que la croada de Wayne és d'intencions nobles, Fox accepta el seu paper com a desenvolupador d'equips per a Batman i comença a fer alguns batarangs per a ell. A partir del volum segon, Fox és promogut com a responsable de recerca i desenvolupament de Wayne Enterprises; proporciona a Wayne un Batvestit blindat i té l'encàrrec de construir el Batmòbil.

### Convergence
Durant la història de Convergence, la pre-crisi Gotham City queda atrapada sota una misteriosa cúpula. Fox es va aliar amb Superman i Supergirl, que havien estat depurats. Amb l'ajuda de S.T.A.R. Labs, el trio reconstrueix el projector de la Phantom Zone en un esforç una mica reeixit per trencar la cúpula i ajudar els ciutadans atrapats de Gotham. Els seus esforços són amenaçats pels criminals de la Zona Fantasma i un exèrcit simia homicida invasor.

### Injustice
Durant la història prèvia del videojoc Injustice 2, es revela abans de la mort de Lex Luthor a mans de Superman durant la seva missió de suïcidi, després la derrota de Superman, Lucius va ser cridat per Lex per donar un missatge a Batman, com la seva victòria contra Superman finalment es troba a prop, malgrat el noble sacrifici de Lex, amb les seves fortunes ara estan sota la mà de Batman, ja que Superman li va treure la majoria de les fortunes de la família Wayne. De vegades després de la derrota de Superman, Lucius precedeix el desig de Luthor de Batman.

## En altres mitjans

### Televisió
- Lucius Fox va aparèixer en les dues parts de l'episodi "La unió" de la sèrie The Batman, amb la veu de Louis Gossett Jr. Aquesta versió del personatge es basa en la versió de Christopher Nolan Dark Knight Trilogy, sent un vell amic del pare de Bruce Wayne, i coneix la identitat secreta de Bruce com Batman. Lucius Fox ajuda a dissenyar la major part del seu arsenal juntament amb la construcció de la Batcova sota la mansió Wayne. Ell, juntament amb Robin, Batgirl i JJ'onn J'onzz, participa amb Batman a derrotar els robots alienígenes coneguts com a unió després de posar-se a disposició de l'operació com a Lucius Fox. Lucius torna a "The Batman / Superman Story", on ofereix a Batman una nova versió del Bat-bot, que després utilitza contra un Superman amb rentat de cervell i proporciona a Robin un jetpack.

- Lucius Fox apareix com a professora a Super Hero High a DC Super Hero Girls, doblat per Phil LaMarr.

#### DC Animated Universe
- Lucius Fox va ser doblat per Brock Peters a Batman: The Animated Series i després per Mel Winkler a The New Batman Adventures. Les seves aparicions coincideixen amb Fox com a amic i director de negocis de Bruce Wayne. Fox sembla que no sap sobre l'alter ego de Bruce al llarg de la sèrie. El seu paper més gran es veu a l'episodi de dues parts "Feat of Clay", on Matt Hagen intenta matar-lo sota la disfressa de Bruce Wayne i sota ordres de Roland Daggett. Fox, que sobreviu amb ferides greus, implica a Bruce en l'intent, i se l'interroga. Al final de l'episodi, el nom de Bruce queda esborrat i Fox afirma estar encantat amb el coneixement que Bruce no era el seu atacant. Fox també va ser el millor home de Bruce durant el seu desterrat casament a la "Química". A l'episodi "Old Wounds", se'l veu amb Alfred i Barbara Gordon assistint a la graduació de Dick Grayson juntament amb el mateix fill de Fox, Joseph.
- En un episodi primerenc de Batman Beyond, "Black Out", Lucius Fox té un fill, Lucius Jr., que no apareix a la sèrie de televisió. En una conversa entre Bruce Wayne i el vilà Derek Powers, es revela que Lucius Jr. era vicepresident de Wayne Enterprises abans que Powers es fes càrrec de la companyia i l'acomiadés. Això va fer que Lucius Jr. formés la seva pròpia companyia tecnològica, Foxteca, que aviat es converteix en un objectiu de sabotatge corporatiu per Inque, actuant sota la direcció de Powers. Bruce adverteix a Powers que cessi el sabotatge, ja que la família Fox té lligams de llarga durada amb els Waynes.

#### Gotham
Un jove Lucius Fox apareix a Gotham, retratat per Chris Chalk. Apareix per primera vegada a "The Anvil or the Hammer" on és presentat a un jove Bruce Wayne per l'executiu corrupte Sid Bunderslaw de Wayne Enterprises. Explica a Bruce sobre el pare que era "un home molt vigilat" i "un autèntic estoic". Aquesta pista ajuda Bruce a descobrir la vida secreta del seu pare. Fox va reaparèixer més tard a la segona temporada del programa i Bruce li va demanar que arreglés l'ordinador que Alfred destruí amb els secrets i la investigació de Wayne Enterprises. Fox va confirmar que es pot arreglar l'ordinador però trigarà una estona. A "Rise of the Villains: Worse Than a Crime," Lucius Fox surt de la sala secreta per dir-li a Bruce i Alfred que va arreglar l'ordinador només per no trobar-los no allà i que hi havia signes de lluita. Lucius informa de la desaparició al capità Nathaniel Barnes, que fa una excepció al "fitxer d'un informe de persones desaparegudes en 24 hores". Quan es revela que Alfred havia estat interpel·lat per la policia, Lucius va estar present quan Alfred va mencionar que va ser atacat per Tabitha Galavan mentre va manifestar la seva sospita. Theo Galavan és el responsable, Edward Nygma va enviar a Lucius Fox, Alfred Pennyworth i Harvey Bullock on es recupera James Gordon, mentre que Gordon, Bullock, Pennyworth, la banda d'Oswald Cobblepot i Selina Kyle van anar a rescatar Bruce Wayne de Theo Galavan i l'Order of St. Dumas, Lucius va abandonar Nathaniel Barnes on es troba Bruce Wayne. A " Wrath of the Villains: Mr. Freeze ", James Gordon i Harvey Bullock es troben amb Lucius Fox en un restaurant i li pregunten sobre qualsevol investigació criogènica feta per Wayne Enterprises. Els explica que Wayne Enterprises va fer algunes investigacions criogèniques fins que Thomas Wayne el va tancar per causes que no es va informar sobre Lucius. A "Mad City: Better to Reign in Hell ...", Lucius Fox ha abandonat Wayne Enterprises i s'ha convertit en un expert en ciències del departament de policia de la ciutat de Gotham. Durant la 5a temporada, abans que Bruce enfronti a Bane i salvi la ciutat de Gotham, es troba amb Lucius Fox, que té un munt de nous aparells per donar vigilància a la gerència. Un d'ells és la tecnologia furtiva d'última generació que funciona com un far els ratpenats. Lucius ho diu, adequadament, "Projecte Nightwing".
Aquesta versió de Fox també coneix algunes arts marcials, com a "A Dark Knight: A Beautiful Darkness", Lucius revela que és un cinturó negre a Jiu-jitsu, havent pres classes nocturnes.

#### Batwoman
Lucius va ser esmentat pel seu fill Luke en l'episodi de Batwoman "The Rabbit Hole".

### Cinema
- Kevin Michael Richardson dobla a Lucius Fox a Batman: Gotham Knight (que té lloc entre Batman Begins i The Dark Knight) dins del segment "Field Test". El segment confirma que Lucius encara no coneix la identitat secreta de Batman. Un accident amb un sistema de guia electromagnètic giroscòpic d'un satèl·lit WayneCom proporciona a Fox la idea de crear un dispositiu amb el giroscopi del satèl·lit amb un sensor de so avançat que desviarà electromagnèticament el foc de les armes petites. Bruce Wayne agafa el dispositiu i assisteix a un torneig de golf benèfic que té lloc el desenvolupador Ronald Marshall. Després de trencar la lluita entre la banda de Sal Maroni i la màfia russa que va provocar que un dels operadors fos ferit pel dispositiu, Batman torna el dispositiu a Fox, afirmant: "... funciona massa bé. Estic disposat a posar la meva vida en la línia per fer el que he de fer. Però ha de ser la meva, ningú més ".
- Fox apareix a la pel·lícula Batman: Bad Blood, doblat per Ernie Hudson.[17] Allà, el seu fill sospita que Wayne Enterprises podria estar connectat a Batman, on és molt probable que creessin tecnologia per a ell. Quan s'enfronta al seu pare, els dos són interromputs pel clon Heretic de Damian Wayne i la seva colla. Lucius es veu obligat a deixar-los entrar a la volta que contenia Bat Tech amb Luke com a ostatge i és després apunyalat per l'Heretic. Passa la resta de la pel·lícula en un hospital només despertant-se durant les escenes finals de la pel·lícula.
- Al guió original de Batman v Superman: Dawn of Justice, titulat World's Finest, Fox es va crear originalment per aparèixer. La seva mort i la destrucció de Wayne Enterprises haurien portat Batman de la seva retirada a la seva lluita contra el crim.[18]

#### La Trilogia del Cavaller Fosc

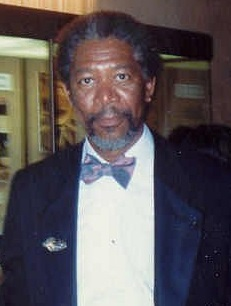
Morgan Freeman, que interpretà a Lucius Fox a La Trilogia del Cavaller Fosc (2005).

- A Batman Begins, Lucius Fox va ser interpretat per Morgan Freeman. Fox és cap de recerca i amic del difunt pare de Bruce Wayne, Thomas Wayne, que és rellevat pel director general de Wayne Enterprises, William Earle, a la divisió de ciències aplicades, que consisteix en supervisar els subministraments de projectes i prototips de recerca avortats de Wayne Enterprises. Al tornar al negoci, Bruce Wayne manté una ràpida amistat que li permet accedir a tot menys contractar a Fox com el seu armador per les seves activitats com a Batman. Fox es mostra valuós en aquest paper, fins i tot quan és acomiadat per Earle. Pel que fa a la identitat de Bruce com a Batman, li diu a Bruce: «[Si] no voleu que expliqueu exactament el que feu ... quan em pregunten, no hauré de mentir. Però no penseu en mi com si fos idiota». Fox tard descobreix la veritable identitat de Bruce través d'Alfred Pennyworth, que fa una crida a Fox al rescat de Bruce després que hagi estat assaltat per la toxina de la por de l'Espantaocells. Al final de la pel·lícula, Bruce, després d'haver obtingut el control majoritari de les accions de Wayne Enterprises, acomiada Earle i fa de Fox el CEO de la companyia.
- A The Dark Knight, amb Freeman reprenent el seu paper, es reconeix que Fox és plenament conscient de la identitat secreta de Bruce com a Batman, tot i que mai no s'afirma obertament per cap dels dos, de manera que pot conservar una versemblabilitat negativa si un foraster els posa tots dos. junts. Fox participa activament en una capacitat de suport com a armador de Bruce, dissenyant un nou Batvestit dissenyat per a una mobilitat més eficient i que pugui resistir contra els gossos, tot i que també fa que Bruce sigui vulnerable als ganivets i al tir de foc. Quan Wayne Enterprises negocia un acord amb Lau, propietari d'inversions que també és comptable de la màfia de Gotham, tant Bruce com Fox miren els llibres i decideixen que el negoci de Lau és il·legal en funció dels seus beneficis. Amb Harvey Dent i el Lt. James Gordon necessiten Lau viu per trobar on ha amagat els diners de la mafia, Bruce fa un viatge a Hong Kong i Fox l'acompanya perquè sembli que només hi han anat per cancel·lar les negociacions amb la companyia d'inversions de Lau. Quan Batman utilitza la tecnologia de sonar per a telèfons mòbils de Fox per crear un sistema informàtic que pugui espiar tota la ciutat per trobar el Joker, Fox diu que només l'ajudarà una vegada, però dimitirà immediatament després. Després que la policia arresti el Joker, Fox introdueix el seu nom al sistema segons Batman i l'ordinador s'autodestrueix. Fox es va allunyant somrient, evidentment havent retirat l'amenaça de dimitir.
- A The Dark Knight Rises, amb Freeman que torna a interpretar el seu paper, Fox és al president d'una Wayne Enterprises gairebé en fallida, amb la membre del consell de Wayne Enterprises, Miranda Tate, que assumirà el càrrec de president i conseller delegat. Aconsegueix que el reclusiu Bruce s'interessi sobre el mal estat de les finances de l'empresa, que s'han evaporat tot i que després d'una forta inversió en un projecte de reactor de fusió avortat no va aconseguir pagar els seus fruits gràcies a John Daggett. Fox mostra de nou a Bruce al voltant de la divisió de ciències aplicades, "per amor de temps", introduint-lo en el nou vehicle aeri que ha sobrenomenat " The Bat ", a més d'altres nous aparells que ha desenvolupat. Després que Bane prengui el control de Gotham City, Fox passa gran part del període de tres mesos que s'amaga a la propietat de Wayne Enterprises amb altres empleats. Bane i els seus homes ataquen les Empreses Wayne i matar els soldats de les forces especials que es van infiltrar a la ciutat de Gotham, mentre que arrodonint els empleats de Wayne Enterprises a l'espera de judici als judicis espectacle de l'Espantaocells. Quan Batman torna, es deixa capturar com Bruce Wayne perquè Selina Kyle pugui colar-se, fer fora els guàrdies i treure a Fox. Fox intenta ajudar-lo a desarmar el nucli de fusió recentment armat i espera a la cambra del reactor que torni Batman. Miranda Tate, que en primer lloc va ser la responsable del projecte, es revela com a Talia al Ghul ja que inunda la cambra per impossibilitar la reinstal·lació del nucli. Fox aconsegueix escapar. Després que Batman es desmarqui del nucli de Gotham i es detoni al mar, Fox creu que Wayne és mort i la seva propietat es divideix per cobrir els seus deutes, i la resta es lliurarà a Alfred Pennyworth, tret de Wayne Manor. Mentre investiga maneres d'haver pogut arreglar el pilot automàtic de "The Bat", Fox s'assabenta que Bruce ho va arreglar ell mateix sis mesos abans; i llavors s'adona que Bruce encara està viu.

### Videojocs
- Morgan Freeman va tornar a representar el seu paper com a Lucius Fox al videojoc Batman Begins.
- Lucius Fox apareix a DC Universe Online, amb la veu de Leif Anders.
- Fox apareix a Injustice 2, doblat de nou per Phil LaMarr. Forma part dels esforços de Bruce Wayne per reconstruir Metròpolis i la ciutat de Gotham després del règim de Superman i anima a Bruce a ampliar el seu cercle de confiança, ja que no pot estar sol en els seus esforços.

#### Lego Batman
Lucius Fox és un personatge jugable de la versió per a Nintendo DS de Lego Batman i les seves peces es poden trobar a la funció de creació de personatges a la versió de les altres consoles del joc.

#### Batman: Arkham
- Es fa referència de Lucius Fox a Batman: Arkham Asylum. Es menciona com el respectat inventor de les portes de seguretat de Wayne Tech donades situades al voltant de l'illa d'Arkham per tal de protegir l'equip de seguretat i altres interns.
- Es torna a fer referència a Fox a Batman: Arkham City. Alfred Pennyworth afirma que Fox ha fabricat una cura per a la malaltia de Titan, però es va revelar com una al·lucinació creada per Mad Hatter. També s'esmenta que sap sobre la protecció del grapnel, ja que afirma que encara no està llest.
- Fox va fer la seva primera aparició a Arkham a Batman: Arkham Knight, amb la veu de Dave Fennoy. Apareix al llarg de diferents moments de la història assistint a les necessitats tècniques de Batman. Batman fins i tot pot visitar-lo a la torre Wayne. També apareix a la recerca lateral "Friend in Need" on és capturat per Hush (disfressat de Bruce Wayne) abans de ser salvat per Batman. Al contingut de DLC es revela que després de la suposada mort de Bruce Wayne, Lucius ara és propietari de totes les empreses Wayne.

#### Batman: The Telltale Series
- Lucius Fox apareix a Batman: The Telltale Series, amb Dave Fennoy representant el paper de la sèrie 'Arkham. Com als còmics, és un empleat de Wayne Enterprises i el principal subministrament per a molts dels gadgets i tecnologia de Batman. També és plenament conscient que Bruce Wayne és el vigilant, havent-se posat de costat amb ell per ajudar a fer la ciutat més segura per als seus fills. Quan el consell de Wayne Enterprises elimina Bruce com a conseller delegat i el substitueix per Oswald Cobblepot, pot marxar per continuar treballant en la tecnologia de Batman o estar atent a la criminal. Lucius també ajuda a Bruce a rastrejar els fills d'Arkham després de segrestar Alfred.
- Lucius apareix a la seqüela de Batman: The Enemy Within, la veu de nou per Fennoy. La filla de Lucius, Tiffany (amb veu de Valarie Rae Miller), comença a treballar a Wayne Enterprises i Lucius intenta suggerir a Bruce que podria ser un valuós aliat. Bruce demana a favor de Lucius que descodifiqui el significat d'un trencaclosques d'Enigma. El trencaclosques resulta ser un senyal d'abandonament que va fer que Lucius sigui assassinat quan un míssil arriba a la seva oficina. La seva mort deixa molta sacsejada, Bruce es torna més decidit a aturar Enigma, el ja fràgil estat mental d'Alfred es sotmet a més tensions i Tiffany busca desesperadament claredat per què va morir el seu pare. A l'episodi 5, es revela que Enigma va ser assassinat per Tiffany perquè pugui venjar la mort del seu pare. En funció de les opcions del jugador, si no sap la veritat, pot ser enviat a la presó sense parlar amb ella, o bé deixar a Gotham amb l'agència, tot i que si sap la veritat, tallarà tots els seus llaços amb Bruce. i s'amaga per evitar l'arrest, o bé s'unirà amb feliç a Bruce per convertir-se en el seu nou company i inventor mentre expia el seu delicte segons els seus termes.